# Nolinor Aviation
Nolinor Aviation ist eine kanadische Charter- und Frachtfluggesellschaft mit Sitz in Mirabel, die 1992 gegründet wurde.

## Geschichte

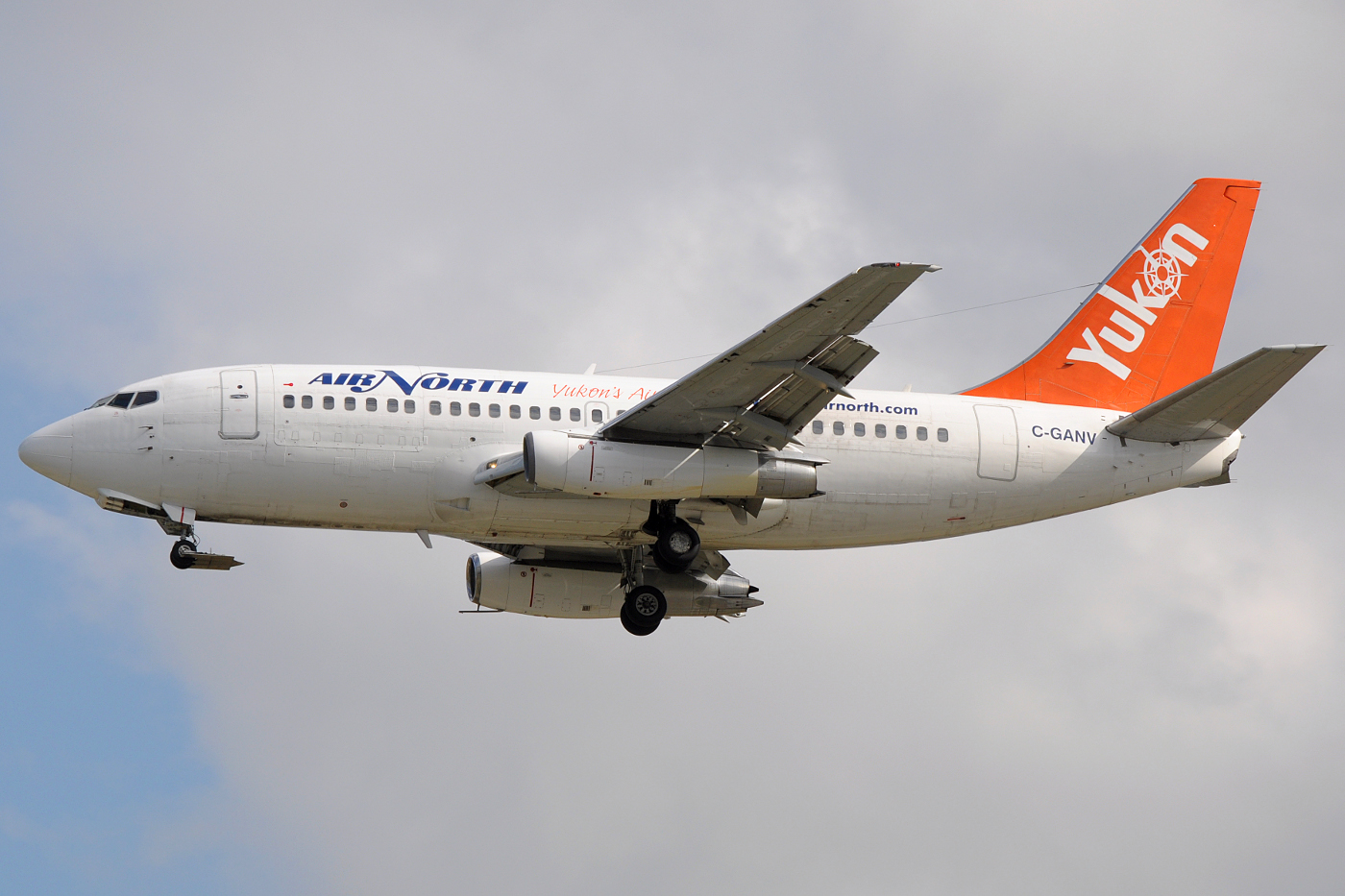
Eine Boeing 737-200 der Air North mit Unpaved Strip Kit, geeignet zur Landung auf Kiespisten (Bleche an den Fahrwerken und Röhrchen zur Wirbelauflösung an den Triebwerken)

Die 1992 gegründete Nolinor verfügt über Boeing 737-200, die mit den von Boeing für spätere Versionen nicht mehr angebotenen Unpaved Strip Kits (auch Gravel Kits) für das Starten und Landen auf nicht asphaltierten Pisten ausgerüstet sind, die vor allem für den Betrieb auf vielen Flugplätzen im kanadischen Norden benötigt werden.
Diese Spezialausstattung besteht unter anderem aus speziellen Blechen an den Fahrwerken, die Schotter vom Rumpf fernhalten sollen, Verstärkungen im Rumpf, Spezialreifen und besonderen Röhrchen an den Triebwerken, die Zapfluft so ausstoßen, dass durch Luftverwirbelungen keine Fremdkörper ins Triebwerk gelangen können.

### Modernisierung der B 737-200
Nolinor Aviation beschloss im Juni 2018, zehn 737-200 zu modernisieren, unter anderem mit „Glascockpits“, Trägheitsnavigationssystemen (INS), Flight Management Systemen (FMS) und Automatic Dependent Surveillance (ADS). Zu den zu diesem Zeitpunkt sieben eigenen Maschinen sollen noch weitere drei 737-200 beschafft und umgerüstet werden.
Als Hauptvorteil verspricht man sich die erhebliche Verlängerung der Lebensdauer dieser einzigen für Schotterpisten geeigneten Version der Boeing 737. Außerdem wird eine massive Reduzierung der Wartungskosten durch die Umstellung von analogen auf digitale Systeme erwartet. Die Gesellschaft geht davon aus, dass die teilweise bereits über 40 Jahre alten Flugzeuge jetzt noch weitere 25 Jahre betrieben werden können. Ab 31. Mai 2018 wurde die erste modernisierte Maschine „ohne Probleme“ eingesetzt.
Nach diese Modernisierung fliegt Nolinor mit dem Flugzeug C-GNLK, das 1974 gebaut worden war, das älteste, noch regelmäßig eingesetzte Passagierflugzeug der Welt.

## Flotte

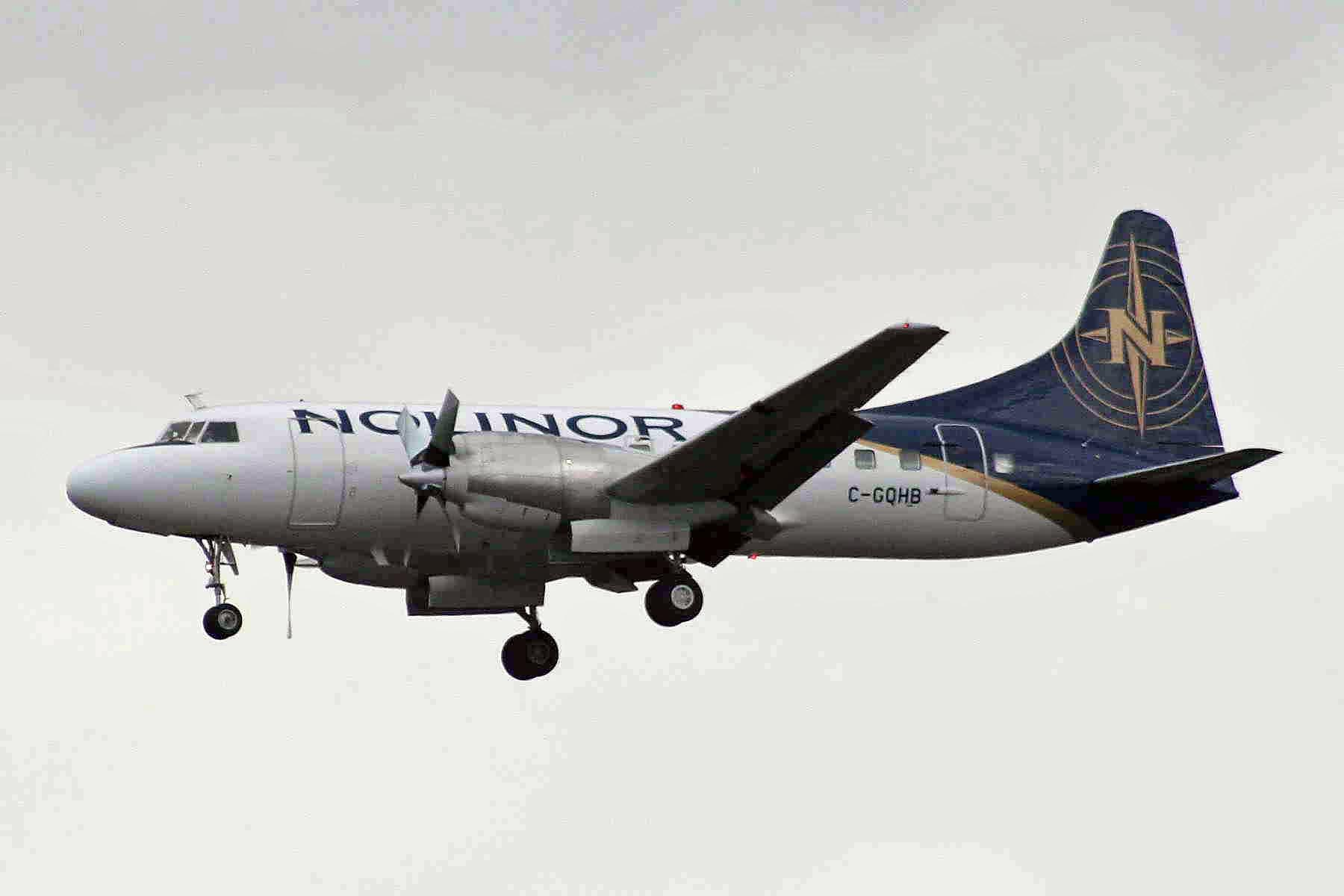
Eine Convair CV-580 der Nolinor

Mit Stand Dezember 2024 besteht die Flotte der Nolinor Aviation aus elf Flugzeugen mit einem Durchschnittsalter von 39,1 Jahren:
| Flugzeugtyp      | Anzahl | bestellt | Anmerkungen               | Sitzplätze     | Durchschnittsalter |
| ---------------- | ------ | -------- | ------------------------- | -------------- | ------------------ |
| Boeing 737-200   | 06     |          | eine davon Frachtflugzeug | 119 oder Cargo | 44,9 Jahre         |
| Boeing 737-300QC | 01     |          |                           | Cargo          | 33,5 Jahre         |
| Boeing 737-400   | 03     |          | zwei inaktiv              | 158            | 34,8 Jahre         |
| Boeing 737-800   | 01     |          |                           | 189            | 23,0 Jahre         |
| Gesamt           | 11     | –        |                           |                | 39,1 Jahre         |

### Aktuelle Sonderbemalungen
| Bemalung                           | Flugzeugtyp    | Luftfahrzeugkennzeichen | Zeitraum           | Bild |
| ---------------------------------- | -------------- | ----------------------- | ------------------ | --- |
| Montreal Alouettes – Toujours Game | Boeing 737-200 | C-GNLW                  | seit Dezember 2019 | Bild gesucht Die Wikipedia wünscht sich an dieser Stelle ein Bild. Weitere Infos zum Motiv findest du vielleicht auf der Diskussionsseite . Falls du dabei helfen möchtest, erklärt die Anleitung , wie das geht. |

### Ehemalige Flugzeugtypen
In der Vergangenheit setzte Nolinor Aviation bereits folgende Flugzeugtypen ein:
- Convair CV-340
- Convair CV-440
- Convair CV-580
- Learjet 31A

## Zwischenfälle
- Am 20. März 2011 verunglückte eine Convair CV-580 der Nolinor Aviation (Luftfahrzeugkennzeichen C-GNRL) beim Rollen auf dem Seattle-Boeing Field vor dem Abflug zum Calgary International Airport. Das Frachtflugzeug rammte einen Zaun und musste abgeschrieben werden. Die beiden Insassen blieben unverletzt.[6]

- Am 3. August 2011 wurde eine Convair CV-580 der Nolinor Aviation (C-GKFP) bei der Landung auf dem Kasba Lake Airport (Nordwest-Territorien, Kanada) irreparabel beschädigt. Auf der sehr holprigen Bahn mit weichen und nassen Stellen brach das Bugfahrwerk zusammen. Alle Insassen überlebten den Unfall unverletzt.[7]